# Amy Blakemore
Amy Blakemore (nascida em 1958) é uma fotógrafa americana. Blakemore nasceu em Tulsa, no Oklahoma.
Blakemore foi incluída na Bienal de Whitney de 2006. O seu trabalho encontra-se incluído nas colecções do Museu de Belas Artes de Houston e do Museu de Arte de Seattle. Em 2015 foi nomeada Artista do Ano no Texas.